# دان اس. دیویس
دان اس. دیویس (انگلیسی: Don S. Davis؛ زاده ۴ اوت ۱۹۴۲ –   درگذشته ۲۹ ژوئن ۲۰۰۸) بازیگر اهل ایالات متحده آمریکا بود. از فیلم‌هایی که وی در آن نقش داشته است، می‌توان به دروازه ستارگان اس‌جی-۱، توئین پیکس: با من بر آتش برو، تاریخ معما، بازآیند، ورای ستارگان، قطار اتمی و لیگ خودشان اشاره کرد.